# Histidindecarboxylase
Die Histidin-Decarboxylase (kurz HDC) ist ein Enzym, das die Bildung des biogenen Amins und Neurotransmitters Histamin durch Abspaltung von Kohlendioxid (Decarboxylierung) aus Histidin katalysiert. Als Kofaktor ist an das Enzym als prosthetische Gruppe gebundenes Pyridoxalphosphat (aktive Form des Pyridoxins) an der katalysierten Reaktion beteiligt. Die enzymatische Decarboxylierung von Histidin mit Hilfe der Histidin-Decarboxylase, welche der erste Schritt beim Abbau der Aminosäure Histidin und der letzte der Histamin-Biosynthese ist, findet in Tieren, Pflanzen und vielen Bakterien statt.

## Katalysierte Reaktion

Umwandlung von Histidin zu Histamin durch das Enzym Histidin-Decarboxylase

C6H9N3O2 → C5H9N3 + CO2